# Glavatar, Plovdiv
Glavatar (în bulgară Главатар) este un sat în comuna Kaloianovo, regiunea Plovdiv,  Bulgaria. 

## Demografie
Componența etnică a satului Glavatar
     Bulgari (95,75%)
     Nicio identificare (4,24%)
     Altele (0%)
La recensământul din 2011, populația satului Glavatar era de 212 locuitori. Din punct de vedere etnic, majoritatea locuitorilor (95,75%) erau bulgari. Pentru 4,24% din locuitori nu este cunoscută apartenența etnică.